# Phthiracarus totus
Phthiracarus totus är en kvalsterart som beskrevs av Wojciech Niedbała 2003. Phthiracarus totus ingår i släktet Phthiracarus och familjen Phthiracaridae. Inga underarter finns listade i Catalogue of Life.